# Militarismo mexica

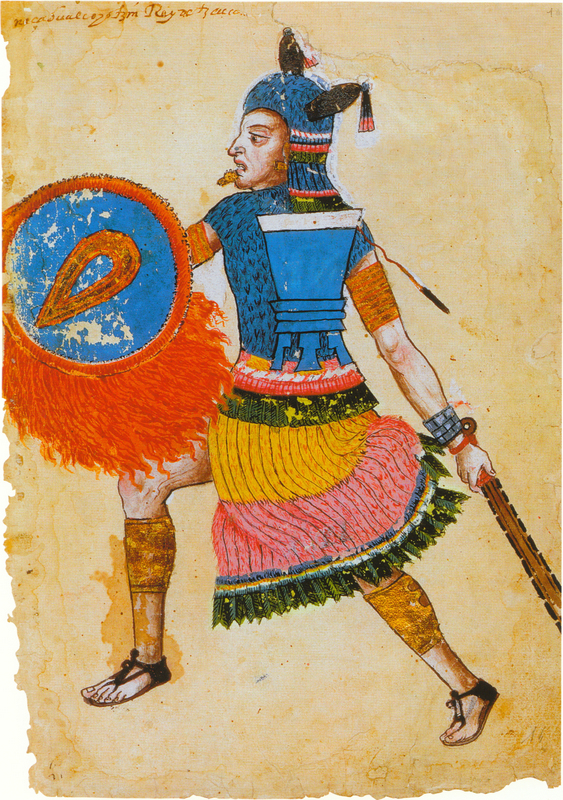
Nezahualcóyotl con equipo militar, según una lámina del Códice Ixtlixóchitl. En esta imagen se observa al gobernante texcocano portando tambor de señalizaciones (Teponaztli), armadura textil flexible (Ichcahuipilli), espada de obsidiana (Macuahuitl) y escudo anti-proyectil (Chimalli), así como grebas en antebrazos y pantorrillas de bronce, un casco (Cuatepoztli) de caoba en forma de cabeza de coyote o lobo y sandalias(cactli).

El militarismo mexica se refiere a la presencia de la actividad bélica y todas sus manifestaciones en la vida de este pueblo mesoamericano expresado en su ideología, y promovido por la Estado mexica, para controlar y conquistar territorios. Fue la base de muchos elementos vitales en las expansiones realizadas en el período Posclásico Tardío por la civilización mexica en Mesoamérica. Este tema abarca en particular la historia militar de los mexicas, hasta el establecimiento de la Triple Alianza, en el Valle de México, en la cual se hallaban integradas la ciudad-estado de Tenochtitlan junto con las ciudades-estado de Tetzcuco (hoy Texcoco) y Tlacopan (hoy Tacuba), así como otras fuerzas militares aliadas de la actual región central de México.

## Fuerzas militares

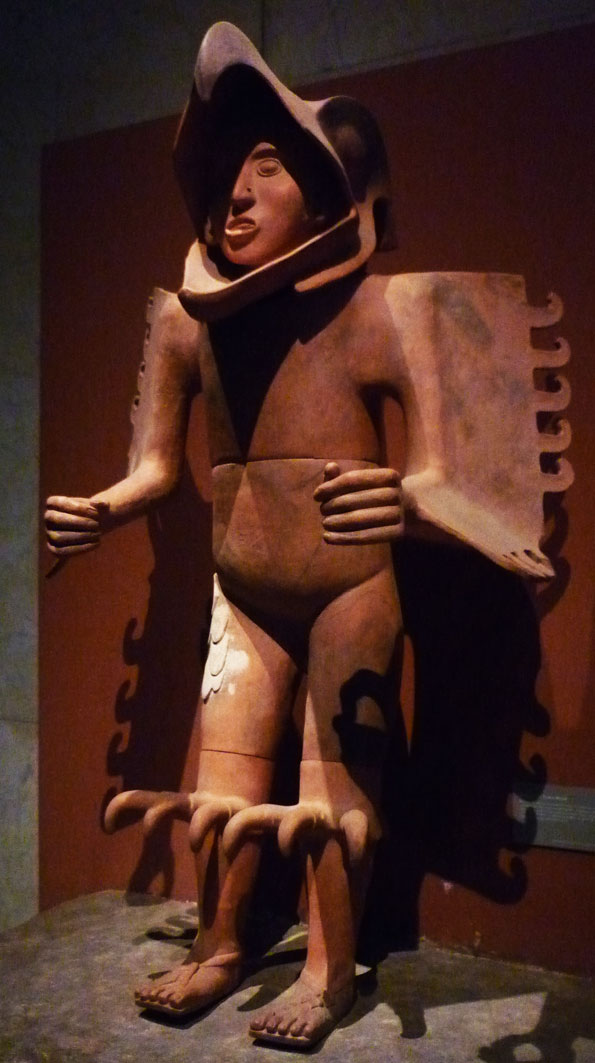
Estatua de cerámica representando a un guerrero águila.

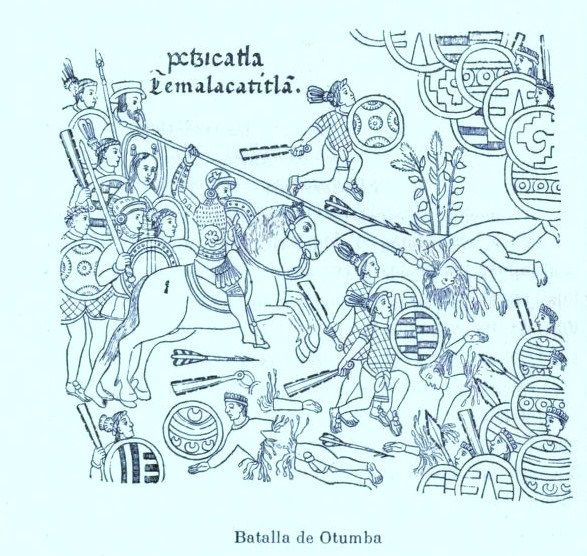
Representación de la batalla de Otumba en el Lienzo de Tlaxcala. Esta lámina muestra que la batalla de Otumba se desarrolló en las llanuras de Temalcatitlán. Se observa la muerte del cihuacóatl, quien se encontraba al pie de la loma de Petzicatla, nombre que además de estar escrito en caracteres latinos se representa con el glifo de tres tallos de la hierba petzicatl o pitzicatl.

Las fuerzas militares mexicas estaban compuestas de un gran número de plebeyos (yaoquizqueh) que solo poseían conocimientos y capacitación militares básicos, y un pequeño pero todavía considerable número de guerreros profesionales, pertenecientes a la nobleza (pipiltzin), los cuales se organizaron en diferentes sociedades guerreras, a las cuales eran integrados según sus logros en el campo de batalla.
El estado mexica estaba centrado alrededor de la expansión militar y del predominio político sobre otros pueblos, además de la exigencia de tributo de otras ciudades-estado, por lo cual la guerra era la fuerza básica en la política mexica. La sociedad mexica también estaba centrada alrededor de la guerra; cada hombre mexica recibía formación militar básica desde temprana edad, ya que la guerra no solo era importante para el bien del imperio, sino que también era para muchos la única posibilidad de ascender en la pirámide social mexica, la única forma de dejar de ser plebeyos (macehualtzin). Un guerrero mexica se destacaba por sus logros y habilidades militares, especialmente la toma de cautivos (maltin) para el sacrificio.
El sacrificio de cautivos de guerra era una parte importante de muchos festivales religiosos de los mexicas. La guerra fue la principal fuerza impulsora de la economía del imperio y de la religión mexica.

### Armería real de Moctezuma
Moctezuma tenía una armería, en su palacio o cerca de él, que contenía chimallis (escudos), macuahuitls (espadas de obsidiana) y tepoztopillis (lanzas), entre otras armas, algunas de las cuales, según las crónicas, estaban hechas en metales y piedras preciosas.

Dejemos de hablar de los libros y cuentas, pues va fuera de nuestra relación, y digamos cómo tenía Montezuma dos casas llenas de todo género de armas, y muchas de ellas ricas, con oro y pedrería, donde eran rodelas grandes y chicas, y unas como macanas, y otras a manera despadas de a dos manos, engastadas en ellas unas navajas de pedernal, que cortan muy mejor que nuestras espadas, e otras lanzas más largas que no las nuestras, con una braza de cuchilla, engastadas en ellas muchas navajas, que aunque den con ellas en un broquel o rodela no saltan, e cortan, en fin, como navajas, que se rapan con ellas las cabezas; y tenía muy buenos arcos y flechas, y varas de a dos gajos, y otras de a uno, con sus tiraderas, y muchas hondas y piedras rollizas hechas a mano, y unos como paveses que son de arte que las pueden arrollar arriba cuando no pelean, porque no les estorbe, y al tiempo del pelear, cuando son menester, las dejan caer e quedan cubiertos sus cuerpos de arriba abajo. También tenía muchas armas de algodón colchadas y ricamente labradas por de fuera de plumas de muchos colores, a manera de divisas e invinciones, y tenían otros como capacetes y cascos de madera y de hueso, también muy labrados de pluma por de fuera, y tenían otras armas de otras hechuras que por excusar prolijidad lo dejo de decir, y sus oficiales, que siempre labraban y entendían en ello, y mayordomos que tenían cargo de las armas.
 Bernal Díaz del Castillo, Historia verdadera de la conquista de la Nueva España, Capítulo XCI: De la manera e persona del gran Montezuma, y de cuán grande señor era

## Prácticas militares

### Objetivos

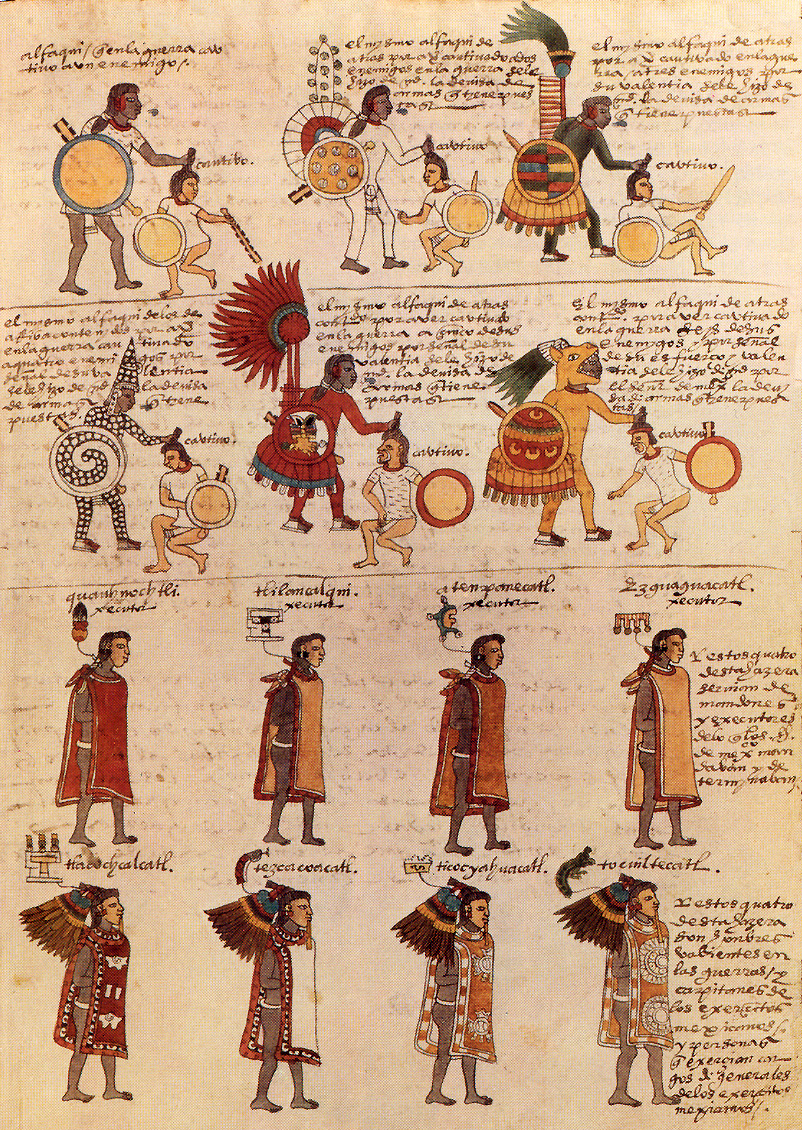
Página del códice Mendoza. En la parte superior se muestra a un sacerdote guerrero ascendiendo por los rangos de su orden. En la parte inferior se muestra el ascenso en la jerarquía religiosa de otro sacerdote.

Al entrar en guerra, los mexicas tenían dos objetivos. El primer objetivo era político: el sometimiento de las ciudades-estado enemigas a fin de obtener el tributo correspondiente y ampliar la hegemonía política mexica. El segundo objetivo era religioso y socioeconómico: la toma de cautivos para ser sacrificados en ceremonias religiosas. Estos dos objetivos influyeron en su forma de hacer la guerra. La mayoría de las guerras tuvieron motivaciones políticas y fueron impulsadas por las expectativas de la nobleza para con el huey tlatoani.
La guerra propició el crecimiento económico del imperio mediante la ampliación de los territorios imperiales, aumentando las fuentes de materias primas para el comercio y para el consumo interno. Esto fue posible gracias a la expectativa de los plebeyos de tener una oportunidad de escalar en la sociedad mediante hazañas en las guerras. La primera acción de un tlatoani electo siempre era una campaña militar con el doble propósito de demostrar su capacidad como guerrero, así como dejar claro que sería tan duro sobre cualquier conducta rebelde como su predecesor. Además también era para suministrar abundantes cautivos para los festejos de su ceremonia de coronación. Una campaña fallida era vista como un augurio particularmente funesto para la figura del tlatoani, ya que podría significar rebeliones en ciudades-estado (altépetl) sometidas por anteriores tlatoque y la nobleza podría dudar de su capacidad de gobierno. Este fue el caso de Tízoc, quien fue envenenado por la nobleza después de varias campañas militares sin éxito.

### Fortificaciones
Las fortificaciones no solían ser muy utilizadas por los mexicas para controlar el territorio dentro de su imperio, pero hay ejemplos de fortificaciones construidas por los mexicas. Importantes ejemplos son las fortificaciones en Oztuma (Oztoman), donde los mexicas construyeron una guarnición para mantener a los rebeldes chontales bajo control; en Quauhquechollan (hoy Huauquechula), cerca del actual Atlixco, los mexicas construyeron un fuerte a fin de tener fuerzas siempre cerca de sus enemigos tradicionales, los tlaxcaltecas, chololtecas y huejotzincas, y en Malinalco cerca de Toluca, Ahuízotl mandó construir guarniciones y fortificaciones para vigilar a los matlatzincas, mazahuas y otomies, y para tener tropas cerca del belicoso estado purépecha. Las fronteras también fueron vigiladas y al menos parcialmente fortificadas.

### Guerras floridas
Otro tipo de guerra practicado por los mexicas fueron las llamadas guerras floridas (xochiyáoyotl). Este tipo de guerra se practicó con pequeños ejércitos con previo acuerdo entre las partes involucradas. No estaban encaminadas a conquistar el altépetl enemigo, sino que sirvió a otros fines. Uno era la toma de cautivos para el sacrificio, y esta fue sin duda una parte importante de la mayoría de las guerras mexicas. Fray Diego Durán afirma en sus crónicas que el xochiyáoyotl fue instituido por Tlacaélel durante la gran hambruna de Mesoamérica (1450-1454) bajo el reinado de Moctezuma Ilhuicamina. Estas fuentes afirman que Tlacaelel organizó con los dirigentes de Tlaxcala, Cholula y Huexotzingo, para participar en batallas rituales que proporcionasen a todas las partes suficientes víctimas para apaciguar a los dioses. Ross Hassig, en 1988, planteó que el xochiyaoyotl tenía otros propósitos más políticos que religiosos, entre los cuales estarían:
1. Demostrar la superioridad militar mexica.
2. Debilitar gradualmente a otros altépetl.
3. Someter a enemigos difíciles como los tlaxcaltecas, sin entorpecer otras actividades del imperio.
4. Convencer a la gente, tanto a los propios mexicas como a otros pueblos, de que era mejor no desobedecer al imperio, cosa que reafirmaba con los sacrificios hechos en el Templo Mayor de Tenochtitlán.

## Organización del ejército
El ejército mexica estaba organizado en tres grupos. El más bajo de los tres eran los tamemes , que aunque no tomaban parte en el combate , servían desempeñando funciones de apoyo como lo hacían los escuderos en la edad media , los tamemes llevaban el equipo militar de los soldados , ayudaban como acuchilladores (rematando a los heridos de muerte ) o amarradores ( atando a los cautivos de guerra ) y también se desempeñaba como mensajeros , normalmente los tamemes eran conformados por esclavos y jóvenes del telpochcalli que nunca habían participado en batalla seguido de ellos estaban los plebeyos (en náhuatl : macehualtzin ) , los cuales integraban la parte más numerosa del ejército, eran preparados militarmente desde temprana edad y su participación en la guerra era voluntaria,  y por último los nobles, que fueron organizados en sociedades de guerreros profesionales.
La máxima autoridad militar del  ejército mexica la constituía el huey tlatoani , y esto lo podemos ver muy marcado en el historial militar de los mexicas con la mayoría de sus tlatoanis combatiendo en primera fila en muchas ocasiones  , después de este se encontraba el cihuacoatl , consejero real que si bien tomaba parte directa en los combates y campañas militares por lo general sus funciones eran las de sustituir al tlatoani como gobernante provisional de Tenochtitlan mientras este se encontraba dirigiendo a su ejército, después de este se encontraba el o los tlacochcalcatl, o generalísimos, los cuales comandaban y organizaban a todo el ejército mexica, y los tlacatecatl, o generales a cuyo mando tenían generalmente regimientos de 8 000 soldados denominadas como xiquipilli , aunque el número podía variar en función de cuántos soldados habían sido reclutados o cuántos soldados requería la campaña , 
Estos xiquipilli se dividían (según algunos autores , en cuatro unidades de 2000 hombres , denominadas como tlalxilacalli )  aunque otros autores no mencionan nada al respecto de este tipo de unidades todos reconocen la siguiente agrupación , constituida de un escuadrón de 400 soldados , comandados por un calpuleque o un miembro distinguido del callpulli (distrito) donde eran reclutados , estos escuadrones se fraccionaban en cuatro compañías de 100 hombres cada una y este grupo de cien hombres se dividía a su vez en cinco pelotones de 20 hombres cada uno , cada agrupación tenía su estandarte distintivo para que sus propios soldados pudiesen reconocerse mutuamente , aunado a esto los pelotones eran agrupados de forma que los 20 soldados se conocieran unos a otros , en la mayoría de los casos siendo compañeros desde la infancia , lo que propiciaba un excelente trabajo grupal     
Los sacerdotes también tomaron parte en la guerra, llevando las efigies de sus deidades en la batalla junto a los ejércitos. La imagen de abajo muestra al tlacateccatl y al tlacochcalcatl, junto con otros dos oficiales (probablemente sacerdotes) conocidos como huitznahuatl y ticocyahuacatl, todos vestidos con sus trajes de batalla o tlahuiztli.

### Entrenamiento
Los hijos de los nobles eran educados y entrenados en el calmécac, donde recibían educación militar avanzada, así como en otros temas tales como astronomía, calendarios, poesía y religión. Por otra parte los hijos de plebeyos eran educados en el telpochcalli, donde recibían formación militar semicompleta  y aprendían un oficio.

## Rangos militares
En el ejército mexica había varias categorías y rangos. La categoría más baja eran los cargadores o tamemes, quienes llevaban armas y suministros. La siguiente categoría la conformaban los jóvenes del telpochcalli encabezados por sus sargentos o telpochyahque; después iban los plebeyos yaoquizqueh, y finalmente los plebeyos que habían tomado cautivos en guerras anteriores, los llamados tlamanih. Y por sobre estas categorías, iban los nobles de las "sociedades guerreras". Estos se agrupaban según el número de cautivos que habían tomado en anteriores batallas; el número de cautivos determinaba los diferentes trajes de los guerreros, llamados tlahuiztli, que se les permitía usar. Estos tlahuiztli eran cada vez más espectaculares conforme se ascendía de categoría, permitiendo a los mejores guerreros, los que habían tomado muchos cautivos, que los usaran en el campo de batalla.

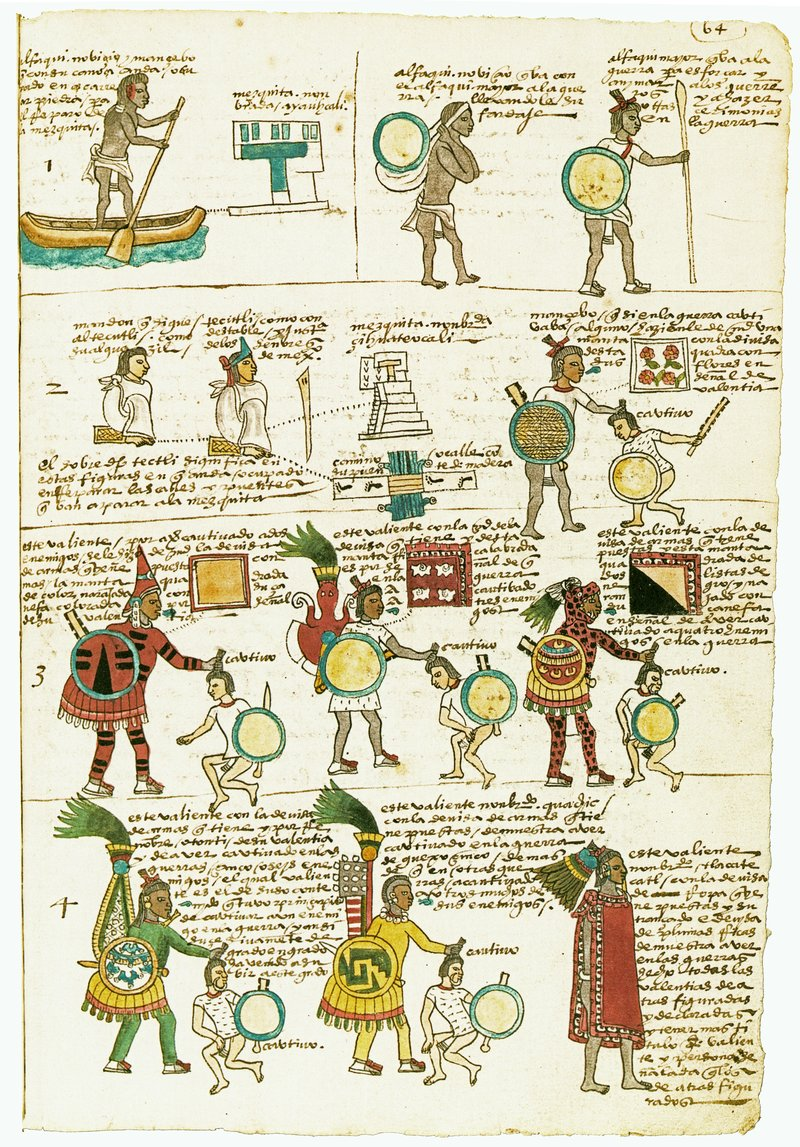
Esta página del Códice Mendoza muestra el cambio gradual de tlahuiztli y armamento de un guerrero al progresar a través de diferentes rangos desde plebeyo, a tameme, a guerrero, a captor de prisioneros (cuextecatl o papalotl), y después a noble, progresando en las sociedades guerreras desde guerrero noble a "guerrero águila", a "guerrero jaguar", a otomitl, a "guerrero rapado" y finalmente a tlacateccatl.

### Sociedades guerreras
Los guerreros sobresalientes en la batalla podían ser ascendidos a nobles y podían introducirse en algunas de las sociedades guerreras (al menos entre los guerreros águila y los guerreros jaguar). Los hijos de nobles capacitados en el calmécac, sin embargo, tenían que entrar en una de las sociedades progresando a través de los diferentes rangos, como cualquier otro soldado. Los guerreros podrían pasar de una sociedad a otra cuando tuvieran suficiente mérito; exactamente cómo sucedía esto es incierto. Cada sociedad tenía diferentes modos de vestir y diferente armamento, así como diferentes estilos de pintura corporal y facial, y adornos en el uniforme.

#### Tlamanih
El nombre tlamanih (captores) se utilizaba para designar a aquellos plebeyos que habían tomado cautivos dentro del ejército mexica. [cita requerida]

#### Cuextecatl
Estos eran guerreros que habían capturado al menos a dos cautivos; se destacaban por su tlahuiztli rojo y negro y sombreros cónicos. Este rango fue establecido después de la campaña militar contra los huastecos, liderada por el tlatoani Ahuitzotl.

#### Papalotl
Los Papalotl (lit. mariposa) eran guerreros que habían capturado a tres cautivos. Este rango llevaba insignias en forma de mariposa en sus espadas; de ahí su nombre.

#### Guerreros águila y guerreros jaguar
La mayor sociedad guerrera fue la de los guerreros águila (cuauhpipiltin, en singular cuauhpilli) y la de los guerreros jaguar (ocelopipiltin, en singular ocelopilli). Ambos vestían como el animal del que tomaban su nombre, algunos vistiendo pieles de grandes felinos y otros adornados con plumas de águila. Muchos de estos guerreros fueron representados en estatuas y en códices. La poesía mexica también usa con frecuencia la expresión in cuauhtli, in ocelotl (‘las águilas, los jaguares’) para referirse a los nobles en la guerra. El cuartel de los guerreros águila y los guerreros jaguar fue el quauhcalli, la ‘casa de las águilas’, situado en el recinto ceremonial en Tenochtitlán. Era el grupo de élite de las fuerzas armadas; algunos códices recogen la leyenda de que entraban en un profundo estado de meditación y podían permanecer en un sitio de cuclillas y sin moverse, sin comer ni beber durante al menos dos semanas, simplemente esperando el momento oportuno para atacar y matar de un golpe (como era usual) a su enemigo. Se estima que los guerreros águila y los guerreros jaguar causaron aproximadamente el 80% de las bajas españolas, antes, durante y después de la conquista.[cita requerida]

#### Guerreros otomíes
Los otomíes (otomih u otontin) fueron otra sociedad guerrera la cual tomó su nombre de la gente otomí, la cual se resistió enérgicamente a la conquista. En fuentes históricas es frecuente confundir si la palabra otomitl (otomí) se refiere a los miembros de la sociedad guerrera mexica, o a los miembros del grupo étnico que muchas veces se unió a los ejércitos mexica como mercenarios o aliados. Uno de los más celebrados miembros de esta sociedad guerrera fue Tzilacatzin.

#### Quachic o guerreros rapados
Los guerreros rapados (cuachicqueh) era la más prestigiosa sociedad guerrera mexica. Se caracterizaban por afeitar sus cabezas, excepto por una larga trenza sobre la oreja izquierda. Pintaban sus rostros y calvas con dos colores, una mitad azul y la otra mitad de color rojo o amarillo. Servían como tropas de choque imperiales, participando en tareas especiales, así como prestando asistencia en el campo de batalla cuando era necesario. Se requería haber capturado más de 6 cautivos y haber logrado docenas de otras hazañas para alcanzar este rango. Al parecer, estos guerreros rechazaban capitanías en el ejército para seguir siendo combatientes activos en el campo de batalla. Eran reconocibles por su tlahuitzli amarillo. Al alcanzar el guerrero este rango, este juraba no dar un paso atrás durante una batalla; esto bajo la advertencia de que en caso de faltar a este juramento habría de experimentar el dolor de la muerte a manos de sus compañeros.

## Inteligencia

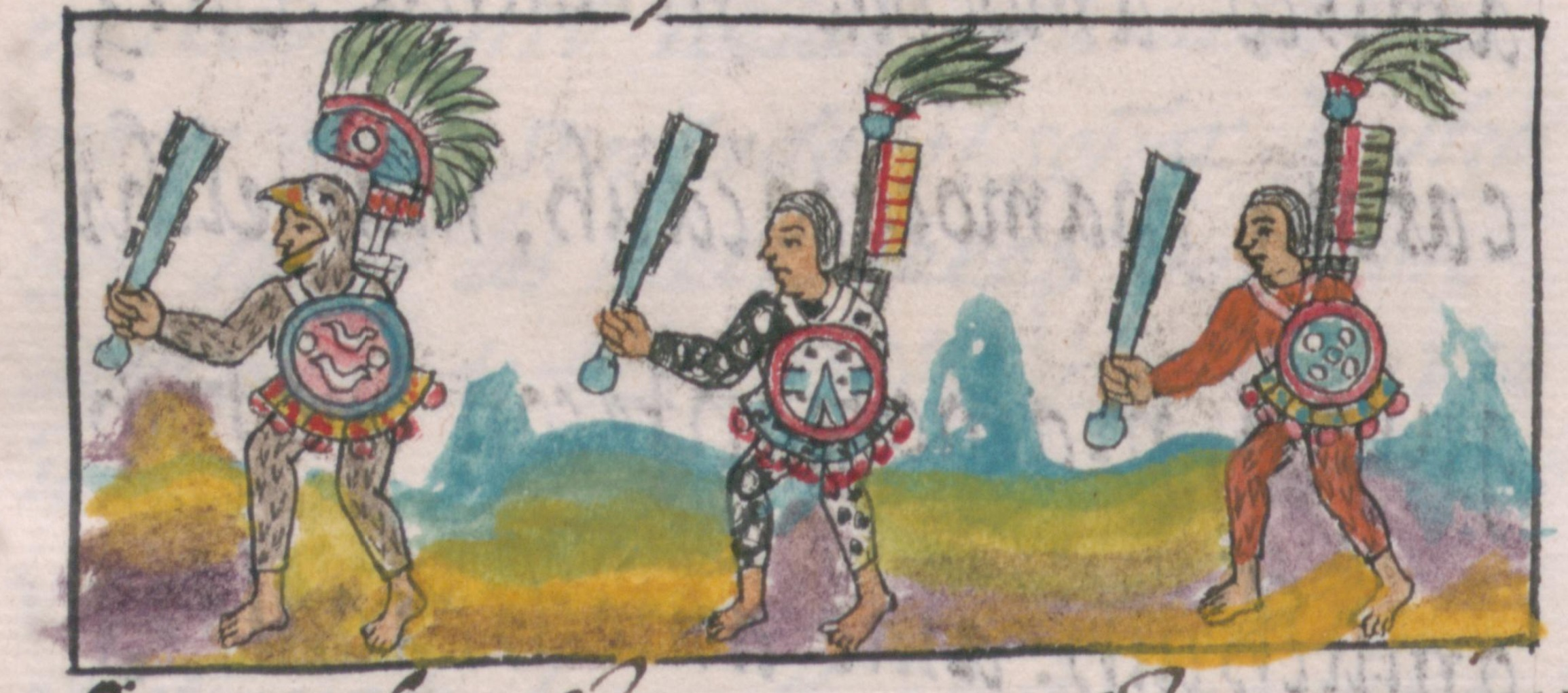
Campaña militar mexica. Códice Florentino.

Debido a que el imperio mexica se mantenía a través de la guerra y la amenaza de guerra hacia otras ciudades, la recopilación de información acerca de esas ciudades era algo crucial en el proceso de preparación tanto para una sola batalla como para una campaña prolongada. También de gran importancia fue la comunicación de mensajes entre los jefes militares y los guerreros en el frente, para que las iniciativas políticas y los lazos de colaboración podrían establecerse y mantenerse. Así pues, la inteligencia y la comunicación fueron componentes vitales en la guerra mexica. Los cuatro tipos de agentes involucrados principalmente en estas tareas fueron los mercaderes, los embajadores oficiales, los mensajeros y los espías.

### Comerciantes
Los comerciantes, en particular los llamados pochtecah, fueron tal vez la fuente más valiosa de información para la inteligencia del imperio mexica. Mientras viajaban por todo el imperio y más allá de este durante los intercambios comerciales con grupos fuera del control de los mexicas, el tlatoani solicitaba que al regreso los pochtecah volviesen con información general y específica sobre aquellos lares; como parte de dicha información se incluían datos acerca del clima político percibido en aquellas regiones donde se comerciaba, lo que permitía que el tlatoani evaluará las acciones necesarias tanto para prevenir invasiones como para mantener las hostilidades con grupos rebeldes o en posibilidad de rebelarse. Dado que el imperio de los mexicas fue expandiéndose, el papel de los comerciante adquirió mayor importancia; esto debido a que se hizo cada vez más difícil obtener información sobre sitios distantes en una manera oportuna, especialmente aquellos que se encontraban fuera del imperio; para contrarrestar esto, la comunicación y la alerta recibida de parte los comerciantes fue invaluable. A menudo, eran los comerciantes la clave para el éxito de la respuesta del ejército mexica ante las hostilidades externas. Si un comerciante era asesinado mientras realizaba sus actividades comerciales, esto podía constituir motivo para iniciar las hostilidades; la represalia rápida y violenta de los mexicas ante dicho evento constituye un testimonio de la inmensa importancia que los comerciantes tenían para el imperio mexica.
Los comerciantes fueron muy respetados en la sociedad mexica. Cuando los comerciantes viajaban hacia el sur, transportaban su mercancía por medio de canoas o por medio de esclavos, mismos que llevarían la mayoría de la mercancía a sus espaldas. Si la caravana tenía la probabilidad de pasar a través de un territorio peligroso, guerreros mexicas acompañaban a los viajeros para proporcionar una protección muy necesaria ante el ataque de animales salvajes y pueblos rivales. A cambio, los comerciantes proporcionaban un servicio a los militares del imperio espiando a buena parte de los enemigos del imperio mientras comerciaban en las ciudades enemigas. Así los comerciantes fueron capaces de ganarse la protección del Estado al tiempo que contribuían al progreso del imperio.

### Embajadores
Una vez que los mexicas habían decidido conquistar un determinado altepetl, enviaban un embajador desde Tenochtitlan para ofrecer a la ciudad-estado en cuestión el convertirse en un protectorado mexica. Para ello, los embajadores explicaban los beneficios que las ciudades obtendrían gracias al comercio con el imperio. Los mexicas, a cambio, pedían oro o piedras preciosas para el tlatoani. Una vez expuestas las condiciones se daba al gobierno local 20 días para presentar su respuesta. Si era negativa, se enviaban nuevamente embajadores a persuadir a los gobernantes locales; sin embargo, estos nuevos embajadores iban con intenciones más amenazadoras que sus predecesores, ya que en lugar de hablar de los beneficios del comercio, estos hombres podrían señalar la destrucción que las fuerzas del imperio podrían causar a la ciudad si esta declinaba la oferta. Nuevamente se concedían 20 días para presentar una respuesta. Si la respuesta era nuevamente negativa, el ejército mexica era enviado inmediatamente. No se daban más advertencias. Las ciudades eran destruidas y sus habitantes eran tomados prisioneros.

### Mensajeros
Los mexicas utilizaban un sistema de mensajería en el cual hombres apostados aproximadamente cada 4.2 kilómetros (2.6 millas) a lo largo de los principales caminos del imperio se encargaban de retransmitir los mensajes hasta su destino, ya fueran hasta los ejércitos en el frente o hasta ciudades distantes y en las fronteras. Por ejemplo, los corredores podían ser enviados por el tlatoani para informar a los altepetl aliados sobre la movilización de tropas para sofocar alguna rebelión en las provincias. Los mensajeros también avisaban a las ciudades tributarias sobre del peso del ejército imperial con el propósito de que se supliesen sus necesidades de alimentos; así mismo también llevaban mensajes entre los ejércitos enemigos, y entregaban a Tenochtitlan noticias sobre el resultado de las guerras. Los mensajeros también fueron empleados en otras regiones de Mesoamérica, pero fueron los aztecas quienes aparentemente desarrollaron con mayor eficiencia este sistema, al punto de alcanzar este un impresionante alcance comunicativo.

### Espías
Antes de una movilización militar, los espías formales (llamados quimichtin) eran enviados al territorio enemigo para reunir información que pudiera proveer ventaja al ejército mexica. Concretamente, se les pedía que obtuviesen información acerca de los territorios a cruzar, las fortificaciones enemigas, así como detalles sobre el ejército enemigo y sus recursos. Estos espías también realizaban investigaciones buscando a los disidentes locales, a quienes pagaban para obtener información. Los quimichtin viajaban solo por la noche, e incluso hablaban la lengua y vestían al estilo del enemigo. Debido a la naturaleza extremadamente peligrosa de este trabajo (ya que se arriesgaban a sufrir una muerte tortuosa y la esclavización de su familia en caso de ser descubiertos), estos espías eran ampliamente recompensados por su trabajo.
Los mexicas también recurrían a los servicios de un grupo particular de espías-comerciantes, conocidos como los naualoztomecah. Los naualoztomecah solían viajar disfrazados, y en su viaje buscaban información acerca de los bienes de las regiones que recorrían. Los naualoztomecah también recolectaban información en los mercados, la cual reportaban a los pochtecah de más alta jerarquía

## Armas y equipo

### Armas arrojadizas
Átlatl (Lit. Brazo extendido): También llamada lanzadardos o estólica por los españoles, esta arma representaba al dios mexica Opochtli. Era un arma ampliamente utilizada por los pueblos precolombinos mesoamericanos, así como por sus equivalentes andinos. Se utilizaba para lanzar unos proyectiles denominados tlacochtli, los cuales tenían más alcance y poder de penetración que las flechas disparadas con arco. Murales en Teotihuacán muestran guerreros usando esta arma característica de las culturas del México central.
Tlacochtli: Eran los proyectiles lanzados con el átlatl, se trataba de pequeñas lanzas de aproximadamente 1.8 metros de largo con puntas de obsidiana, bronce, o huesos de pescado [cita requerida].
Tlahhuītōlli: Arco de guerra, construido con madera del árbol de tepozán, por lo menos 1.52 metros de largo, el cual iba acordonado con tendón de animal. Los arqueros en el ejército mexica eran denominados tequihua[cita requerida].
Mītl: Flecha[cita requerida].
Tetotocamītl: Flecha de cacería.
Tencualacmītl: Flecha envenenada[cita requerida].
Yaomītl: Flechas de guerra con puntas de obsidiana, pedernal, chert, o hueso. Típicamente tenían remeras hechas con plumas de pavo o pato[cita requerida].
Mīcomītl: Carcaj mexica, usualmente hecha de piel de animal, podía cargar veinte flechas[cita requerida].
Tēmātlatl: Honda hecha con fibras de maguey, los mexicas usaban piedras ovaladas o bolas de barro (rellenas con piedras pequeñas o restos de obsidiana) como munición para esta arma. Bernal Díaz del Castillo, señaló que la lluvia de piedras lanzadas por los honderos mexicas, era tan furiosa que los soldados españoles, incluso aquellos que estaban bien blindados, resultaban heridos[cita requerida].
Tlacalhuazcuahuitl: Cerbatana compuesta de una pieza de madera hueca, que usaba dardos de madera puntiagudos con remeras de algodón al final. Los dardos para esta arma usualmente estaban remojados en el veneno neurotóxico proveniente de algunos tipos de ranas arborícolas encontradas en las regiones del sur de México. Esta arma era más común como instrumento de caza que como un instrumento de guerra[cita requerida].
Tlatzontectli: Dardo[cita requerida].

### Armas de mano

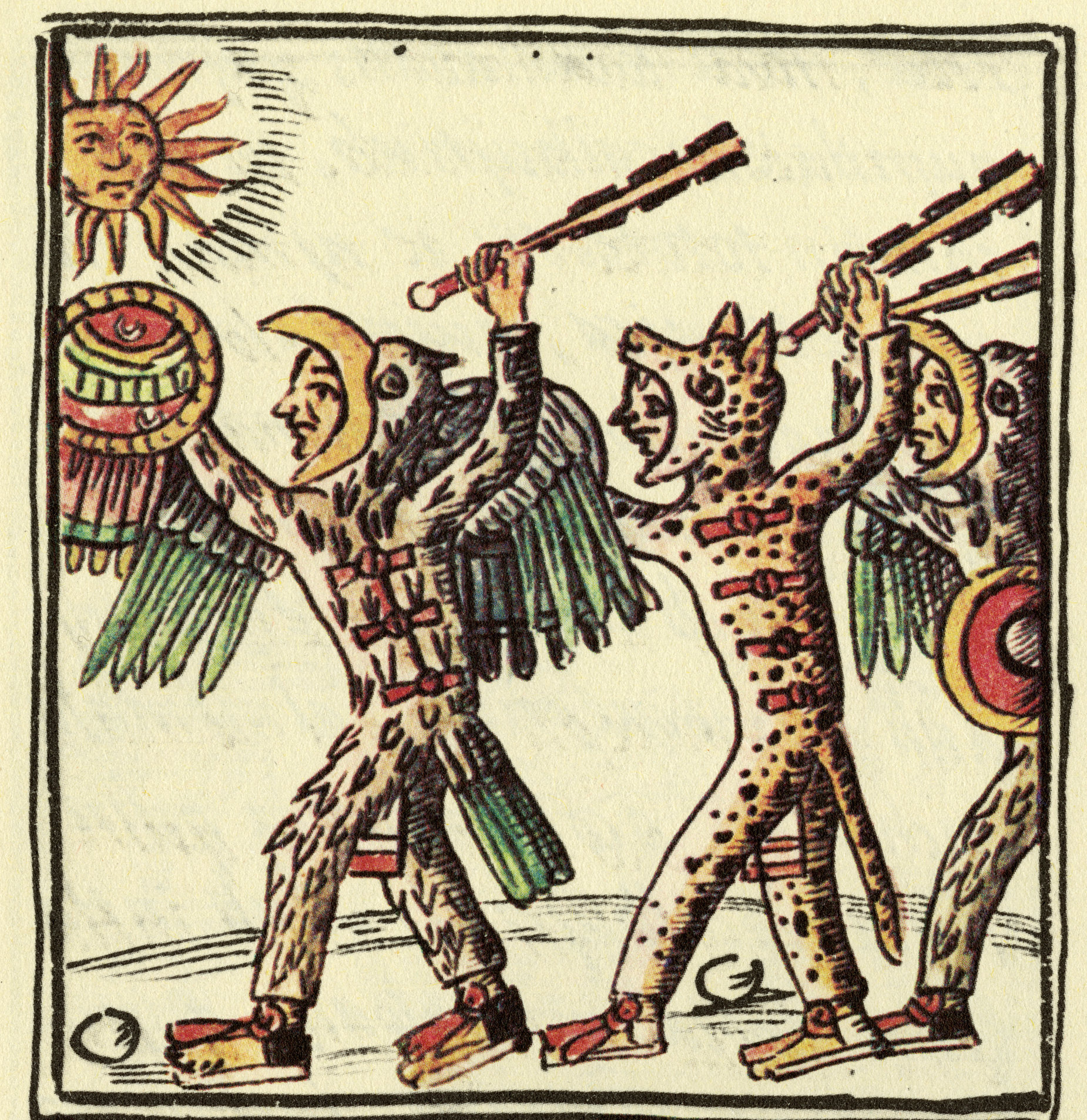
Este dibujo del, tomado del Códice Florentino, muestra guerreros mexicas con macuahuitl.

- Mācuahuitl: (Lit. Madera con hambre) Consistía en una maza de madera (parecida a un bate de críquet en su forma) con navajas de obsidiana afiladas, incrustadas en los bordes, las cuales se desgastaban o quebraban con el uso, por lo que requerían de mantenimiento constante para reemplazar los bordes. Esta fue el arma básica de los grupos de élite del ejército, fue conocida en español con el nombre de origen taíno "macana". Según los relatos escritos por conquistadores, un golpe de esta arma podía decapitar a un caballo.[8]

- Cuahuitl: (Lit. Madera) Garrote hecho de madera dura, farmado para representar las hojas de la planta de agave. Su uso está documentado en el Códice Mendoza, y el Códice Telleriano-Remensis pg.34.

- Tepoztōpīlli: Lanza de madera con una cabeza ancha alineada con filos de obsidiana.

- Quauholōlli: Maza con mango de madera el cual terminaba en una bola de piedra, bronce, o madera dura.[9]

- Tlāximaltepōztli: Esta arma representaba al dios mexica Tepoztécatl. Hacha, similar a un tomahawk, con una hoja hecha de piedra o bronce.[10] Estas hachas eran utilizadas para actividades civiles así como probablemente para la guerra. Su uso está documentado en el Códice Mendoza y en el Códice Fejérváry-Mayer [¿cuál?]. Las autoridades del imperio mexica exigían estas hachas como parte de los tributos que se exigían a los diversos pueblos sometidos [cita requerida].[11]

- Huitzauhqui:(cita requerida) Esta arma representaba al dios mexica (cita requerida)Huitzilopochtli.(cita requerida) Clava de madera, parecida a un bate de béisbol en su forma, con elementos cortantes de sílex o obsidiana a los lados. Similar al macuahuitl pero más grande.[9]

- Mācuāhuitzōctli: Mazo especial, de aproximadamente 50 cm de largo, con filos de obsidiana por los cuatro lados.[12]

- Tecpatl: Esta arma representaba al dios mexica Xiuhtecuhtli[cita requerida]. Era una daga con hoja de doble filo, hecha de obsidiana o pedernal, de entre 17 y 22 centímetros de largo, con un elaborado mango hecho de madera o piedra.

Armas mexicas
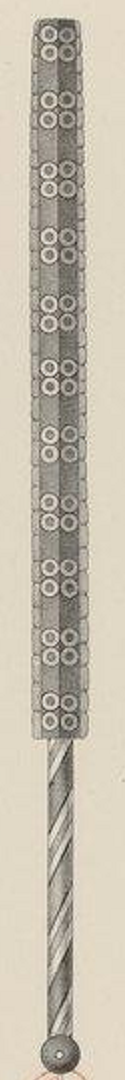
Macuahuitl
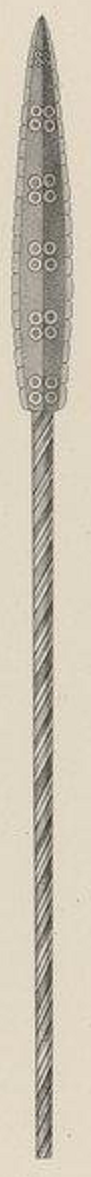
Tepoztopilli
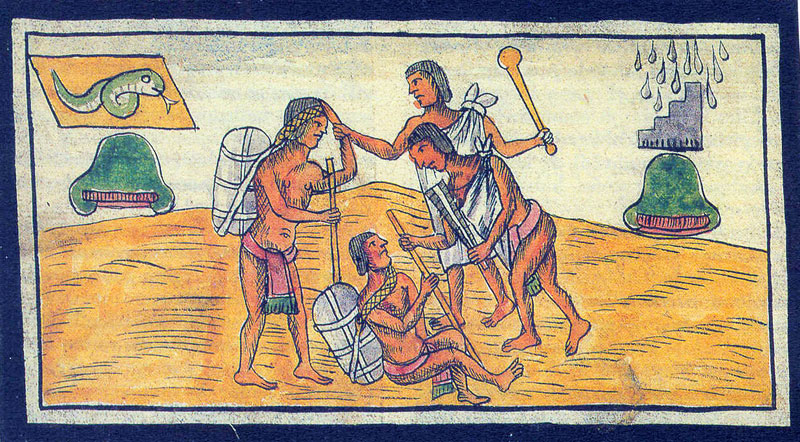
Quauholōlli
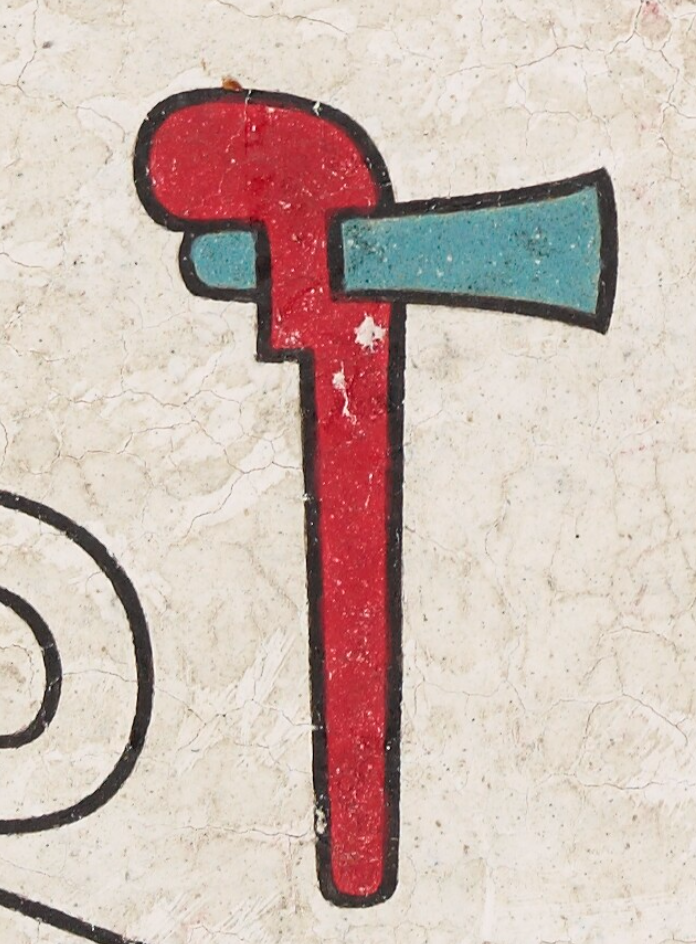
Tepoztli
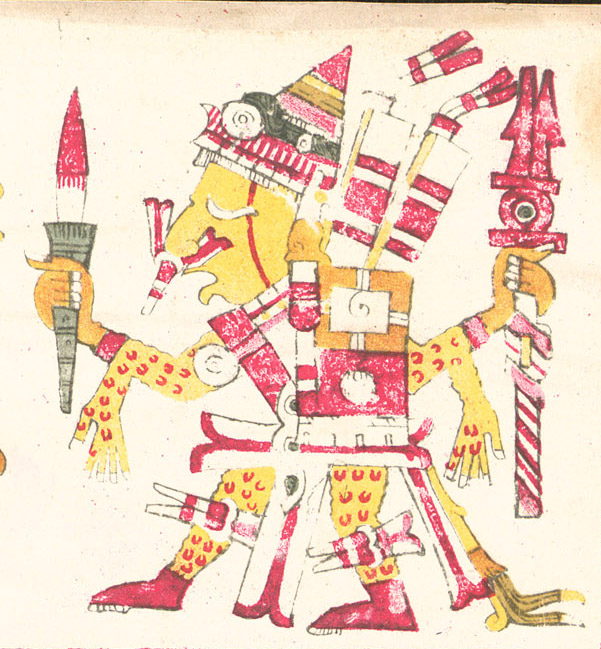
Tecpatl
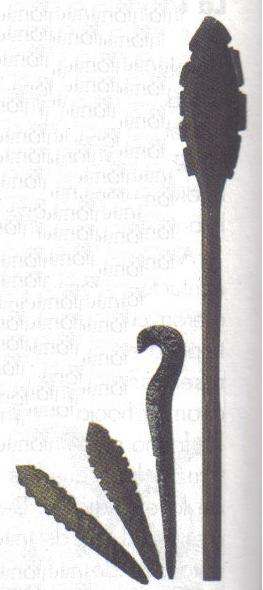
Armas de obsidiana
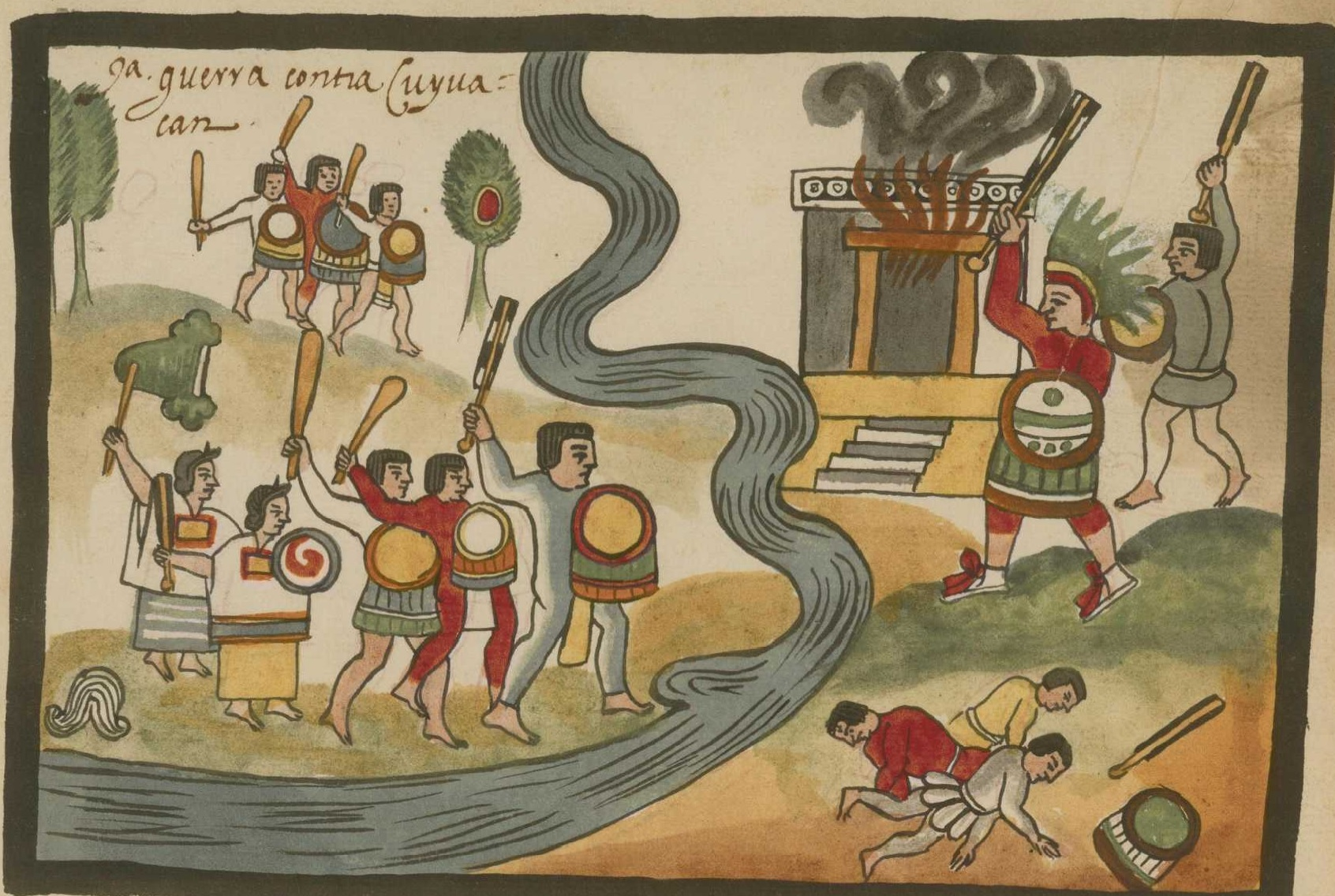
Huitzauhqui (Podrias marcar donde esta la huitzauhqui.Nada mas se ven puros Macuahuitl) GRACIAS
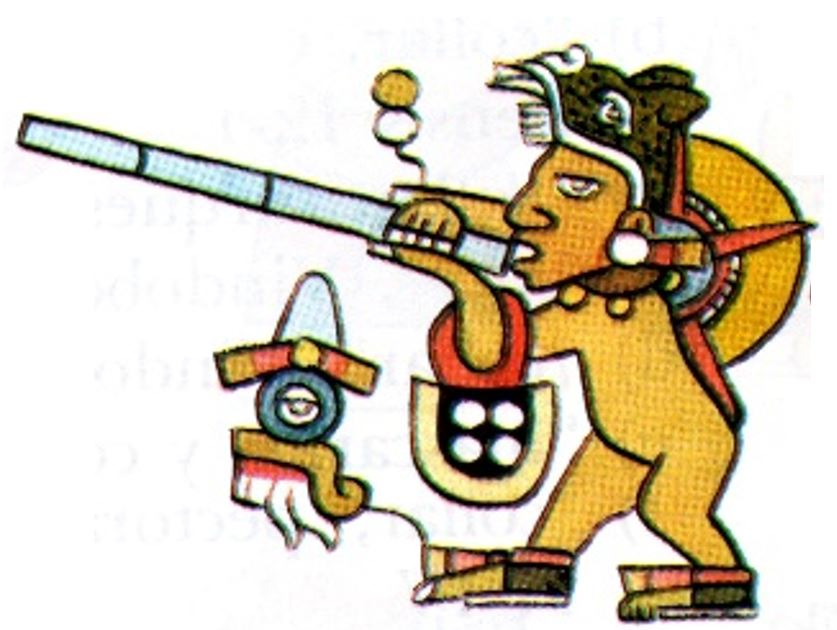
Cerbatana o Tlacalhuazcuahuitl
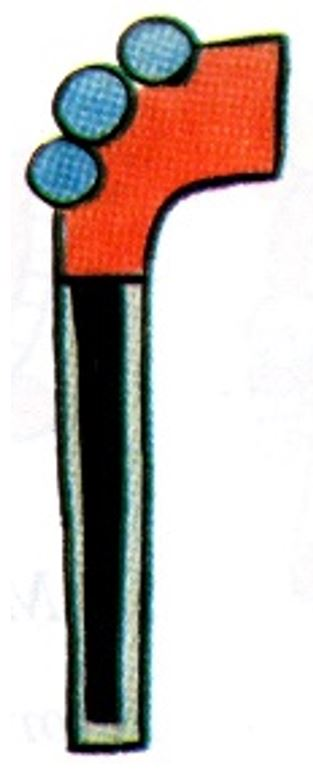
Arma curva Mixteca o Tepoztli curvo
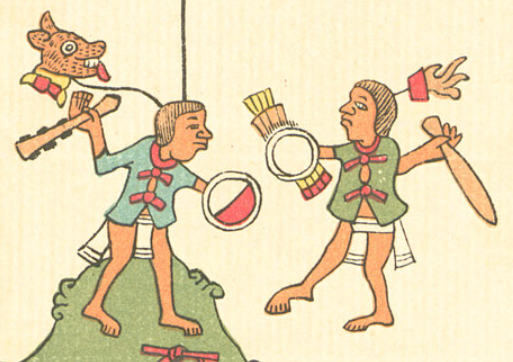
Representación de un Cuahuitl, Códice Telleriano-Remensis pg.34.

### Armaduras y protección
- Chīmalli: Escudos hechos con diversos materiales; por ejemplo, madera, con la que se fabricaban los llamados cuauhchimalli o caña de maíz, con la que se confeccionaban los otlachimalli[cita requerida]. también había escudos hechos con oro, o decorados con trabajos en plumas, llamados māhuizzoh chimalli.[13]

- Ichcahuīpīlli: Armadura de algodón acolchado remojada en salmuera (la cual dejaba sal cristalizada dentro del algodón), de uno o dos dedos de espesor. Este material era resistente a golpes con macuahuitl y a tiros con átlatl.

- Ēhuatl (piel): túnica que los nobles usaban sobre su ichcahuipilli o tlahuiztli, la cual era conocida en español como tilma.[14]

- Tlahuiztli: Trajes decorados de los guerreros prestigiosos y los miembros de las sociedades guerreras. Estos trajes servían para identificar a los guerreros de acuerdo a sus logros durante batalla, o también a su rango, alianza, o estado social como sacerdote o noble[cita requerida]. Usualmente hechos para funcionar como una sola prenda con una apertura por detrás, el tlahuiztli protegía todo el torso y la mayor parte de las extremidades del guerrero. El tlahuiztli estaba hecho con elementos de cuero, piel de animal o algodón[cita requerida].

- Pāmitl: Enseñas que los comandantes y guerreros destacados portaban en sus espaldas (de forma similar a las Uma-jirushi japonesas). Estaban diseñadas para ser vistas a distancia.[15]

- Cuatepoztli: Yelmo esculpido de madera dura, generalmente caoba[cita requerida], formado para representar varios animales como monos aulladores, jaguares, pumas, coyotes, aves, o a ciertos dioses mexicas.[16] Estos cascos protegían la mayor parte de la cabeza de un guerrero hasta la mandíbula, el diseño permitía al guerrero ver por la boca del animal, y estaban adornados de acuerdo al tlahuiztli del guerrero.

Armaduras y protección mexicas
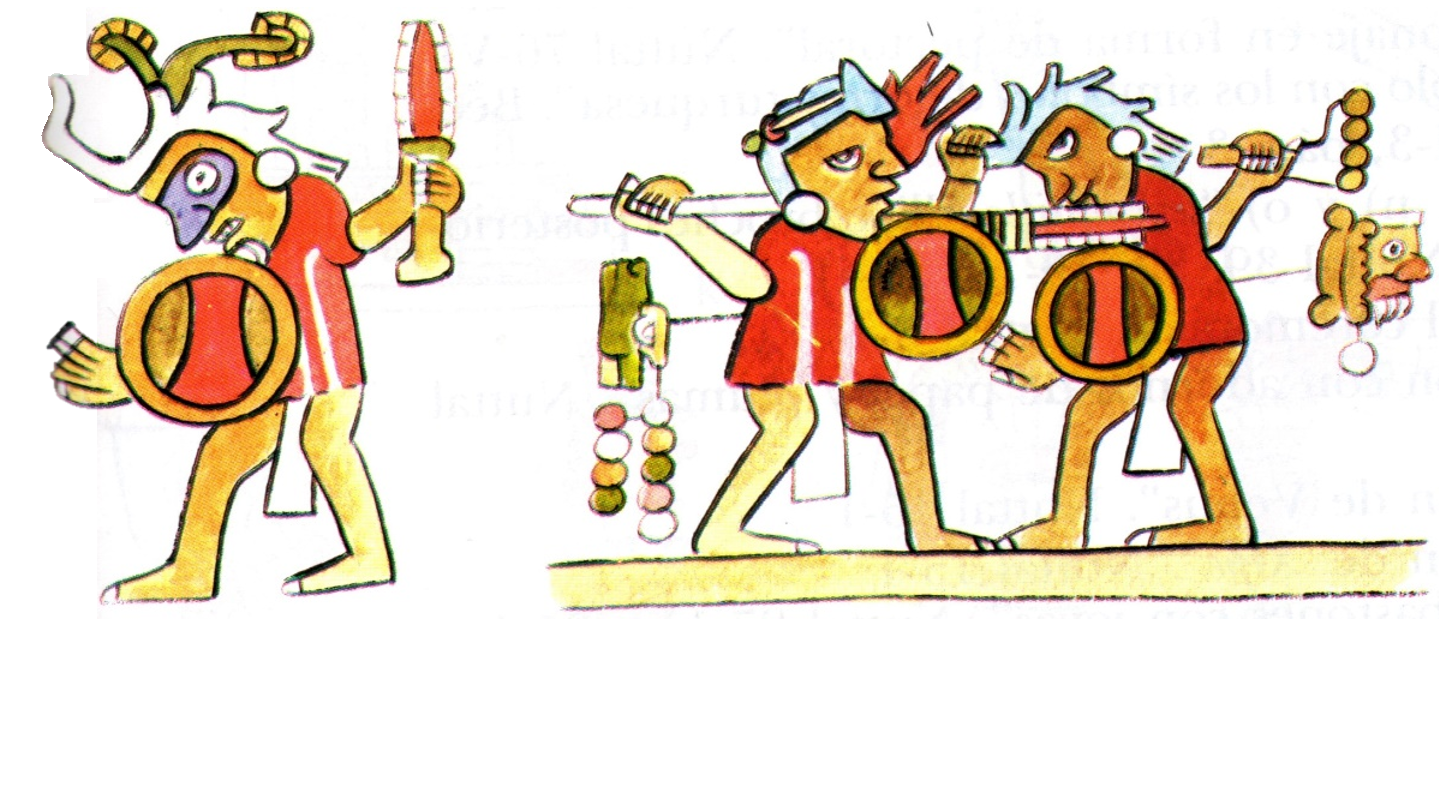
Guerreros mixtecas portando ichcahuipillis rojos, tepoztli curvo, chimalli, tepoztopilli y macuahuitl.
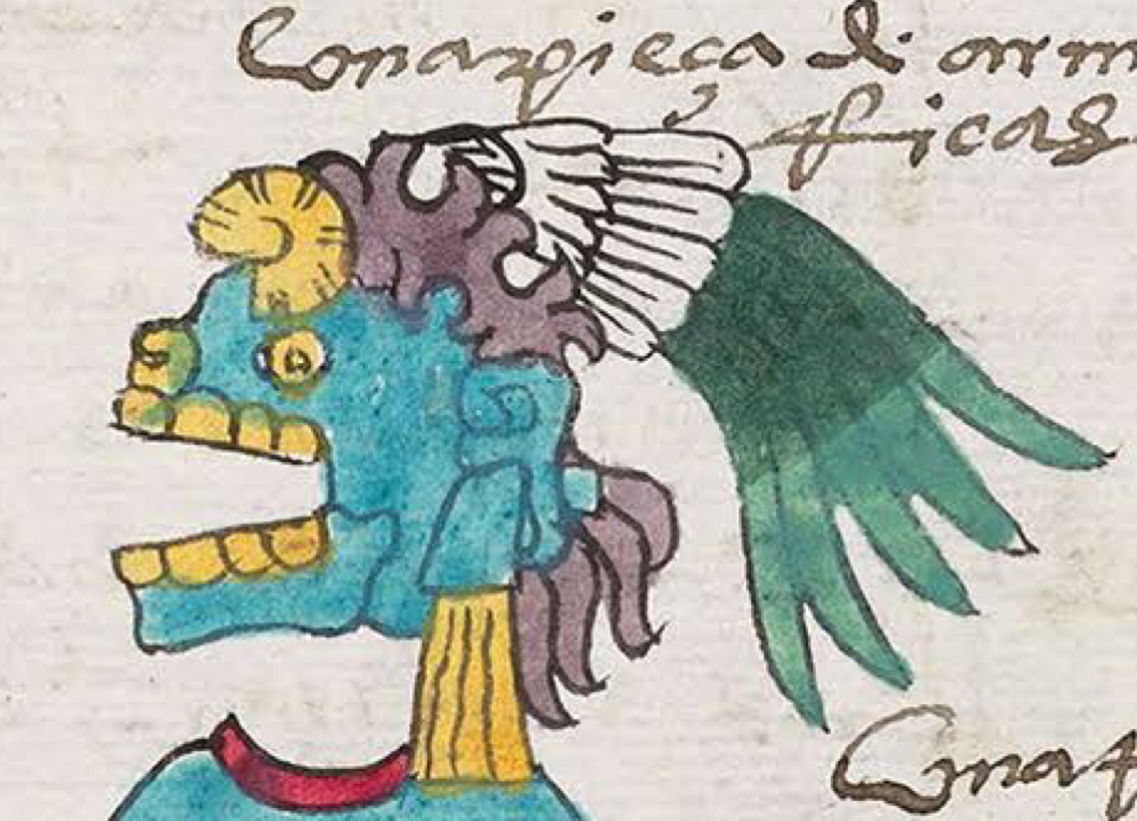
Cuatepoztli versión Tzitzimime
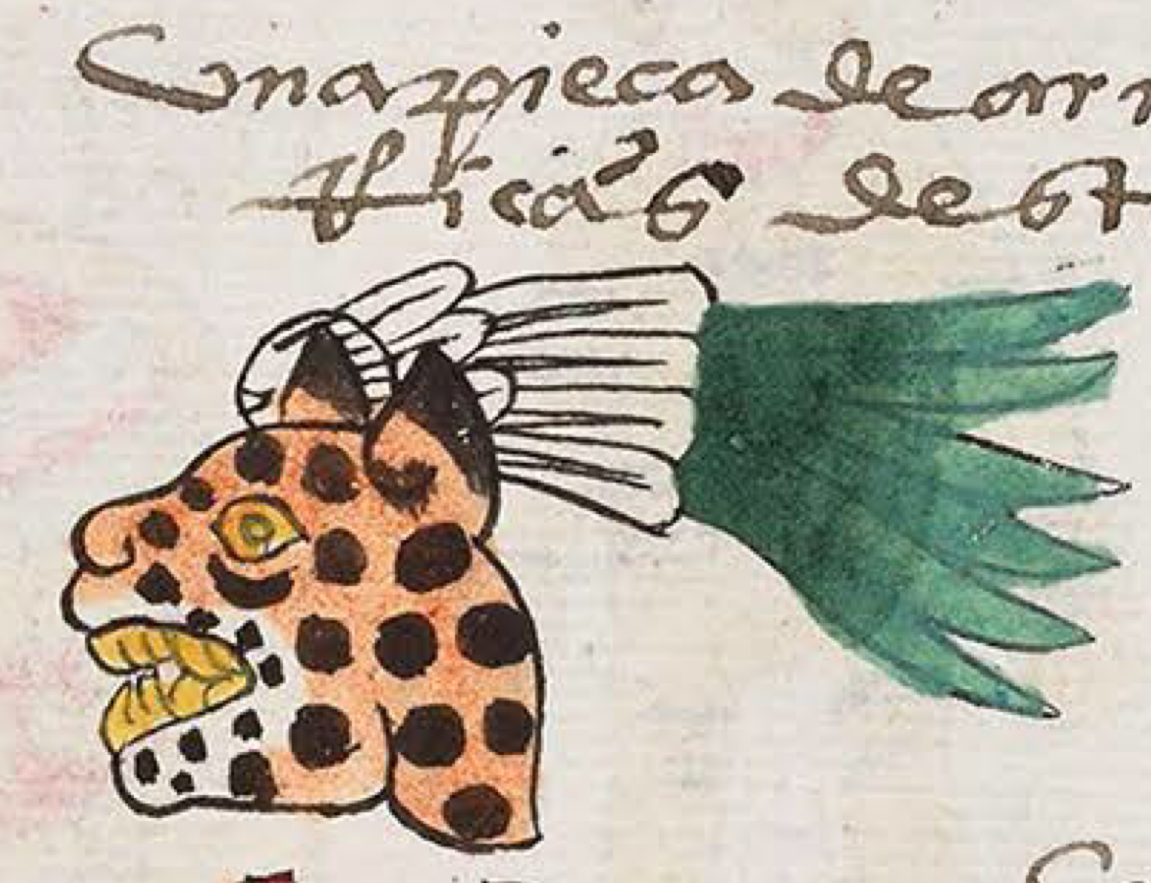
Cuatepoztli versión Ocelotl
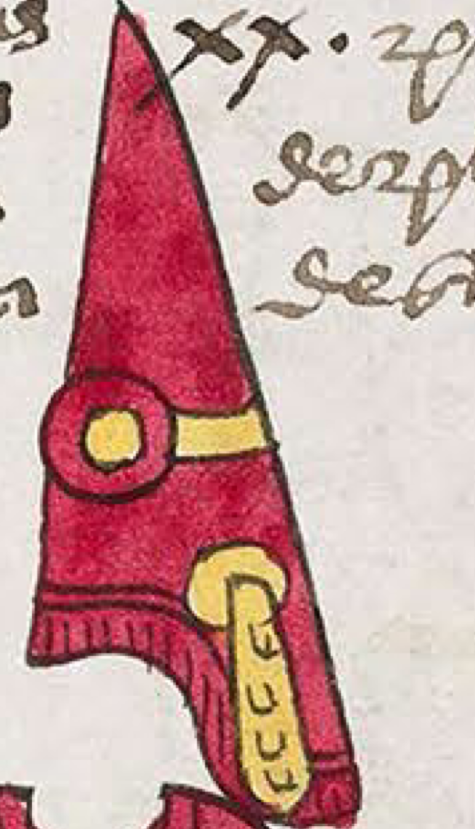
Cuatepoztli versión Cuextecatl
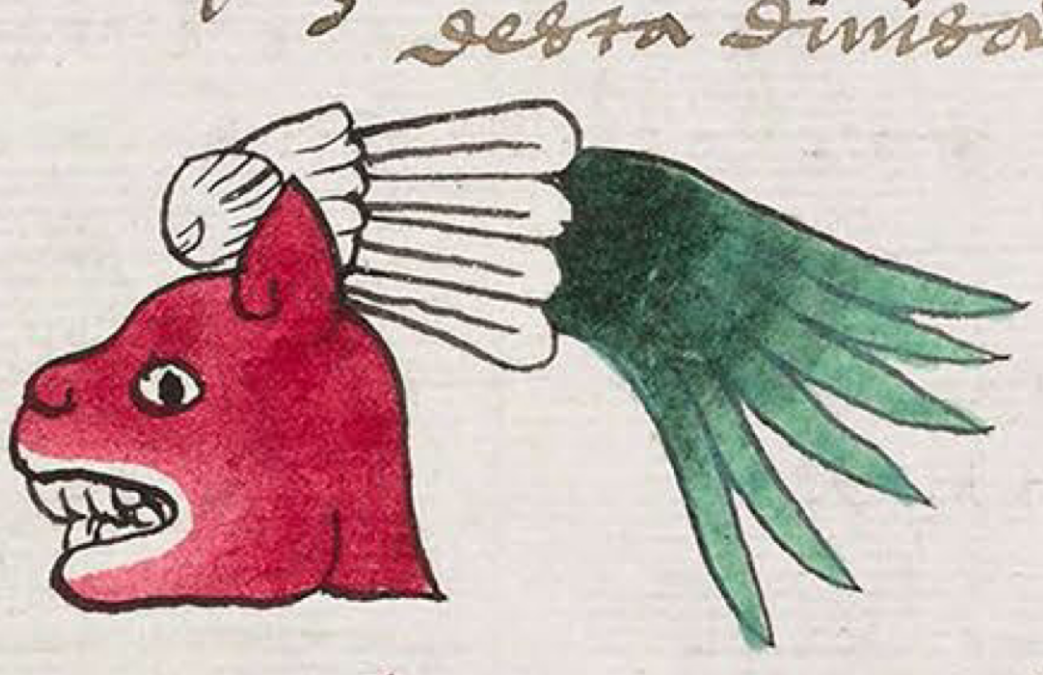
Cuatepoztli versión Cuetlatchtli
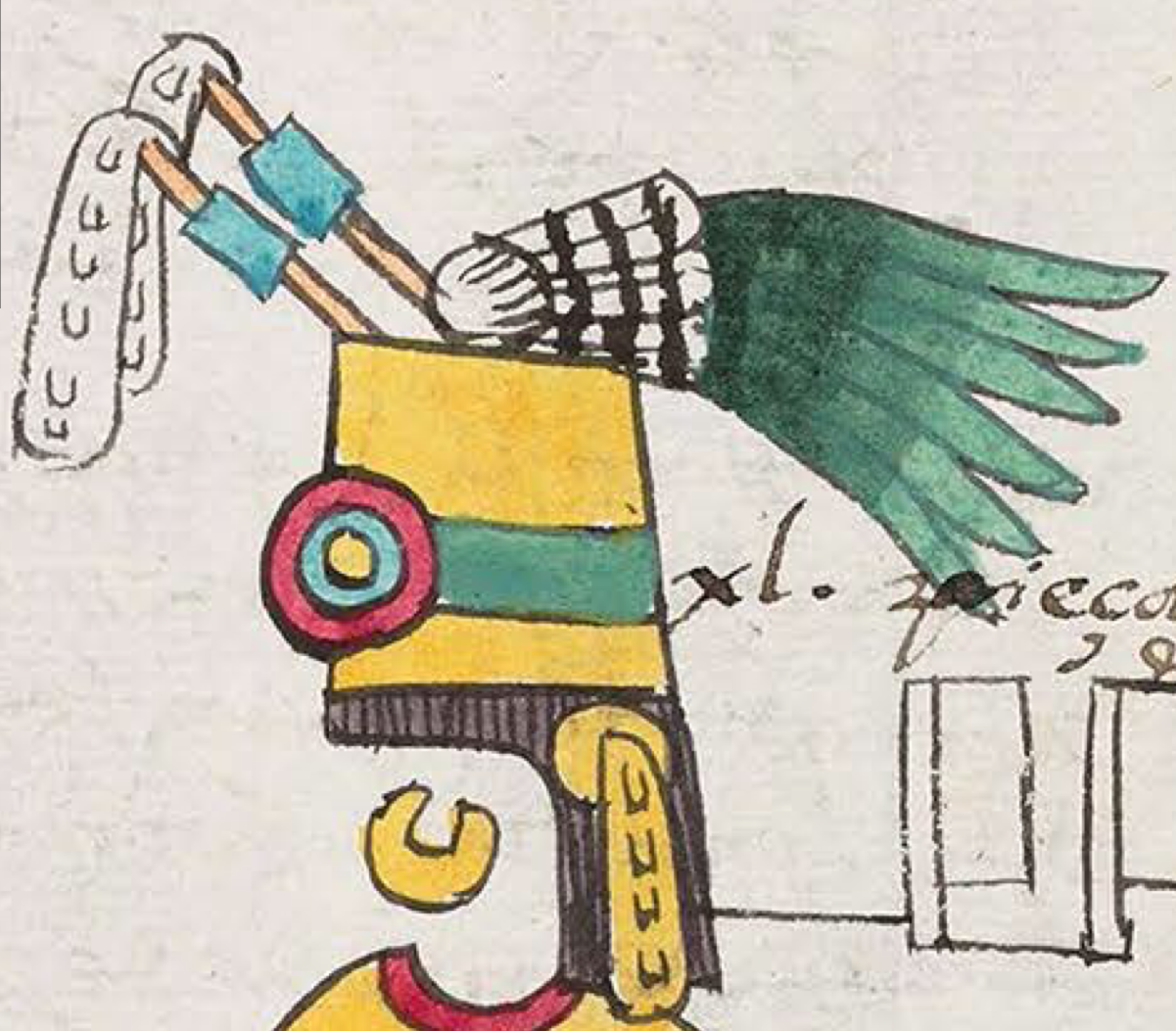
Cuatepoztli versión Cuextecatl
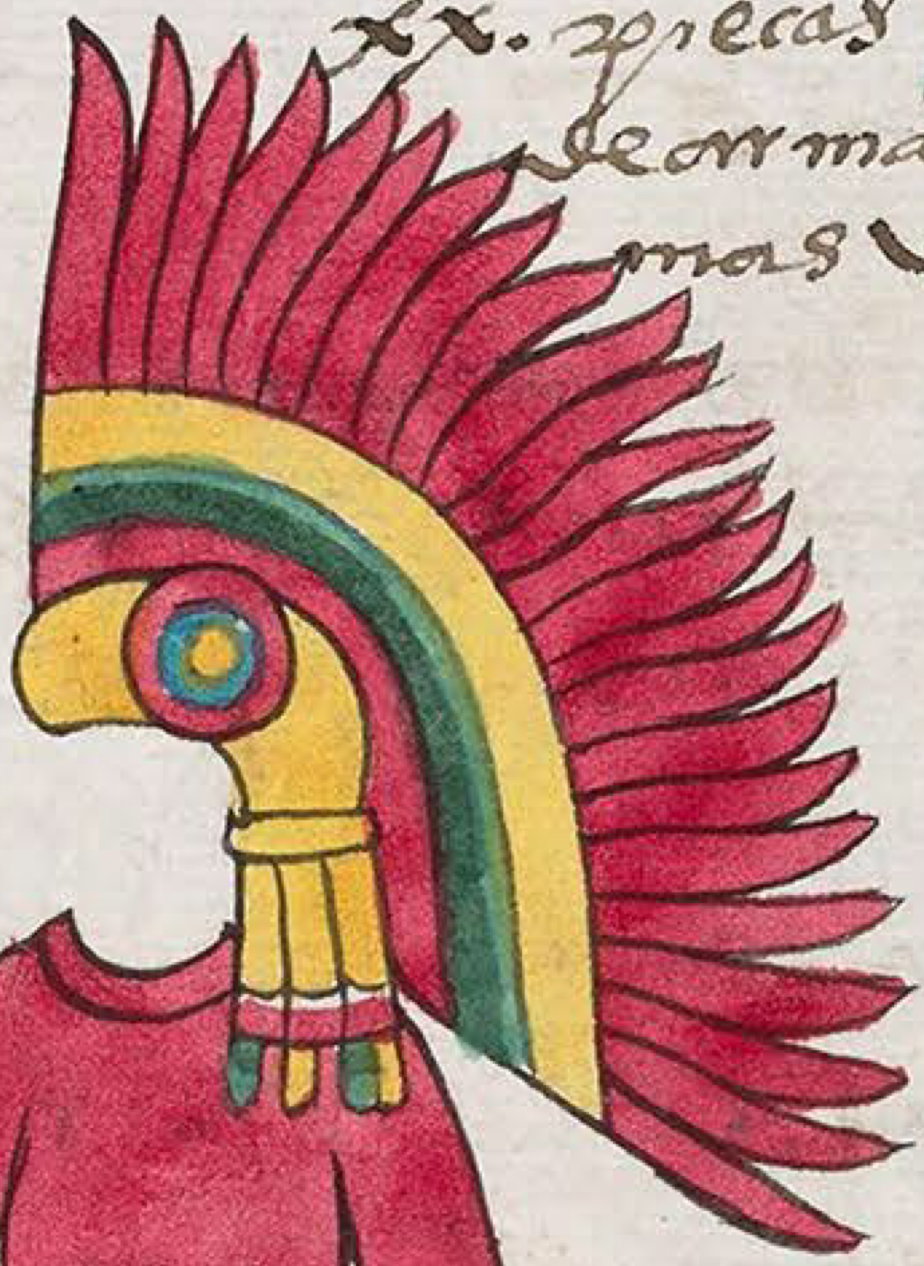
Cuatepoztli versión con penacho
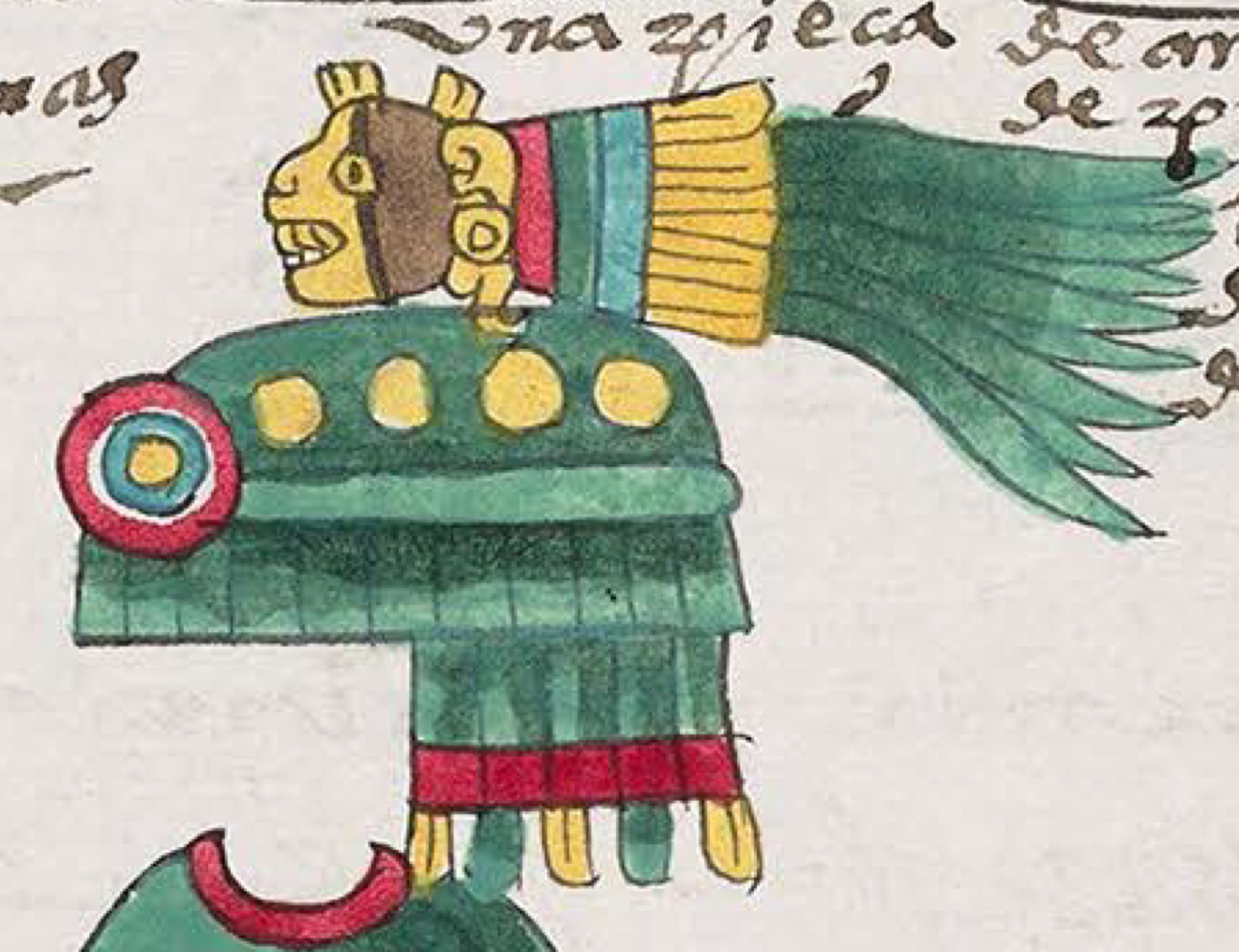
Escudo anti-proyectiles con pamitl de la diosa Quaxololtl, atado a la espalda

## Campañas y batallas

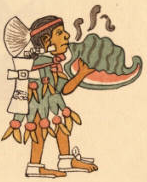
Trompetero de concha de caracol o quiquizoani

Una vez que el tlatoani tomaba la decisión de ir a la guerra se daba la noticia en las plazas pidiendo la movilización del ejército con varios días o semanas de anticipación. Cuando las tropas estaban preparadas y cualquier altépetl aliado había sido advertido y había dado su consentimiento para participar en la campaña, la marcha comenzaba. Generalmente los primeros en marchar eran los sacerdotes llevando las efigies de los dioses, al día siguiente la nobleza marchaba encabezada por el tlacochcalcatl y el tlacateccatl. Y en el tercer día el grueso del ejército mexica marchaba, seguido por los guerreros de otras ciudades de la alianza (Tlacopan y Texcoco), y finalmente, las fuerzas aliadas de otras ciudades, en algunas de estas ciudades, se unían otros guerreros durante la marcha, mientras el ejército pasaba por sus ciudades. Gracias al eficiente sistema de caminos a lo largo del México central, el ejército mexica podía avanzar entre 19 y 32 kilómetros por día. El tamaño de los ejércitos mexica variaba considerablemente de pequeńos contingentes de entre unos cientos y unos pocos miles de guerreros, a grandes ejércitos con cientos de miles de guerreros. En la guerra contra Coixtlahuacan, el ejército mexica consistía de casi 200.000 guerreros y 100.000 tamemes. Otras fuentes mencionan ejércitos de hasta 700.000 hombres

### Combate y estrategema militar de los mexicas
La lucha normalmente empezaba al amanecer. Se utilizaban señales de humo para avisar sobre el inicio de una batalla y para coordinar ataques entre diferentes divisiones del ejército. La señal para atacar era dada por instrumentos musicales como tambores ("Teponaztli") y conchas de caracoles (tlapitzalli). Generalmente la batalla comenzaba con flechas y lanzas. El grueso del ejército estaba compuesto por plebeyos armados con  lanzadardos (atlatl ) y hondas.

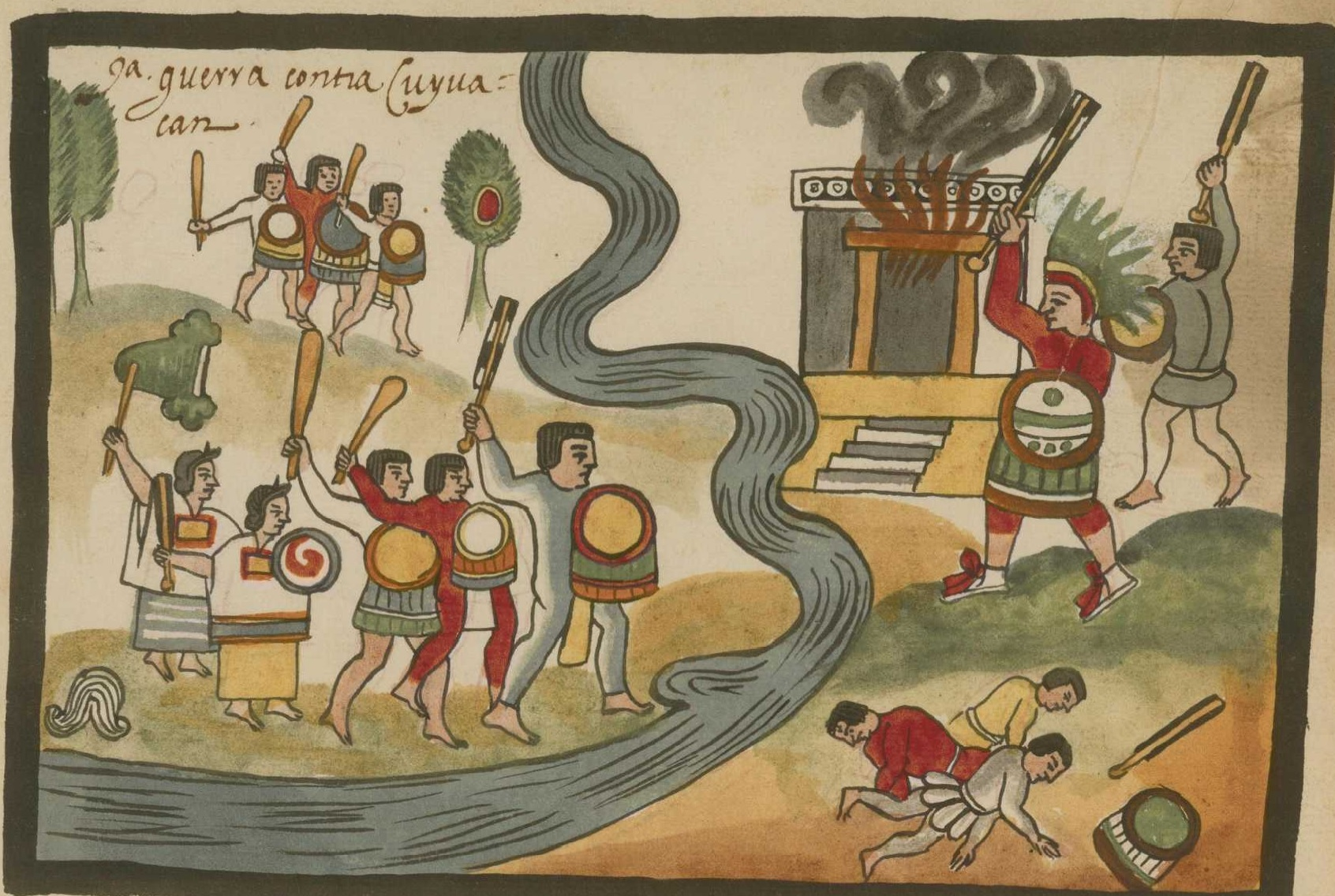
Página del Códice Tovar que escenifica la quema de un templo en una ciudad anexada.

En ese momento, los guerreros se lanzaban al ataque, y durante esta fase, antes de la lucha cuerpo a cuerpo, se utilizaba el átlatl. Esta arma lanza jabalinas era preferida para tiros cortos que las hondas y arcos, por ser mucho más letal. Los primeros guerreros en entrar en combate eran los más distinguidos guerreros de las sociedades cuachicque (‘rapados’) y otontin (otomí); luego seguían los guerreros águila y los guerreros jaguar; y finalmente los plebeyos y jóvenes primerizos , contrario a lo que se piensa , los mexicas mantenían la estructura y forma de sus escuadrones durante todo el combate , luchando siempre en pelotones de filas cerradas  y cada soldado distinguía el estandarte de su pelotón , aunque cada soldado libraba su propia lucha individual , este siempre debía mantenerse dentro de la formación  . Los jóvenes que participaban por primera vez en batalla, normalmente no se les permitía luchar antes de que la victoria mexica estuviera asegurada, tras lo cual se trataría de capturar presos durante la huida del enemigo. Se dice que, durante las guerras floridas, los guerreros mexicas solo capturaban a sus enemigos en lugar de matarlos, a veces cortando un tendón o incapacitando de otra manera a sus enemigos. Esto ha sido utilizado como argumento para explicar la derrota de los mexicas ante los españoles, aunque hoy día se ha descartado dicha posibilidad. Por algunos, pero para la mayoría, apoyándose en fuentes documentales de primera categoría y validez, como Díaz del Castillo o López de Gómara, saben que la captura de prisioneros era prioritaria, de hecho el mismo Hernán Cortés salvó en más de una ocasión la vida gracias a esta costumbre bélica mexica. Otras maniobras tácticas de los mexicas, consistían en fingir retiradas y luego tender emboscadas: pequeños grupos de soldados mexicas atacaban primero y se retiraban con lo que atraían y hacían caer al enemigo en una trampa, llevándolos a lugares donde había más guerreros ocultos. Lanzar ataques sorpresa sobre la retaguardia enemiga utilizando para ello la porción del ejército que se había quedado en reserva. Atacar  por varios flancos a la vez para rodear al enemigo desde un principio , utilizar tácticas de guerrilla , emboscar el campamento enemigo mientras estuviesen en descanso o emboscar al enemigo durante su marcha y en caso de estar en desventaja numérica llevar al enemigo hasta un terreno angosto donde no pudiese aprovechar su ventaja numérica  .
Página del Códice Tovar ilustra una escena de sacrificio gladiatorio realizada durante el festival del Tlacaxipehualiztli (Festejo de desollamiento de hombres).

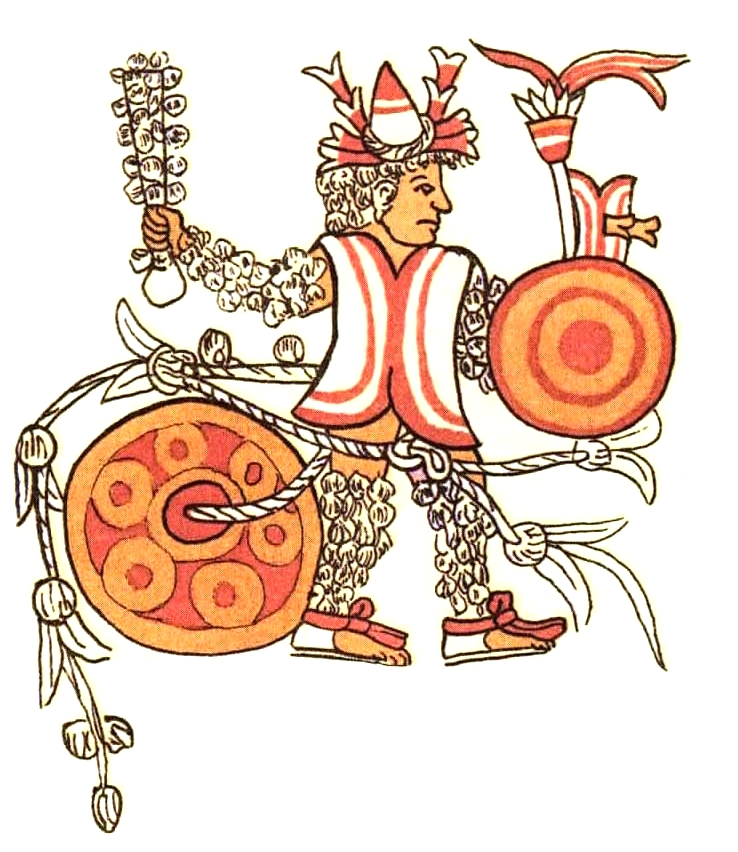
Víctima de combate gladiatorio según el Códice Magliabechiano. Nótese que este individuo esta atado a una gran piedra y su macuahuitl usa plumas en lugar de filos de obsidiana.

Si un enemigo intentaba refugiarse en su ciudad, la batalla continuaba. Pero como normalmente, el objetivo era conquistar una ciudad no destruirla. Una vez que la ciudad era conquistada el templo principal era incendiado, proclamando a lo lejos, a todos los pueblos cercanos, la victoria de los mexicas. Si los enemigos aún se negaban a entregar el resto de la ciudad, esta podría ser incendiada, pero esto era poco frecuente.

### Combate gladiatorio

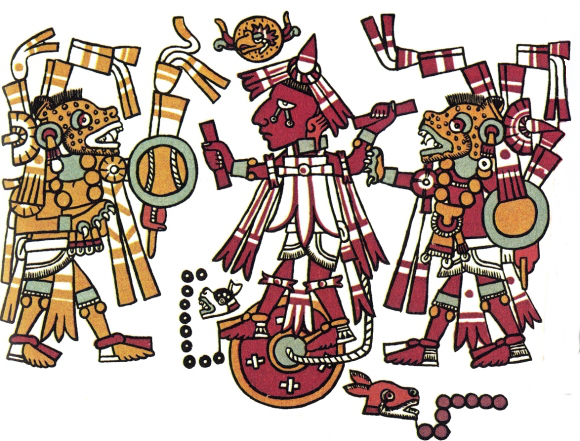
Los prisioneros para combate gladiatorio eran atados en el temalácatl y tenían que pelear contra una sucesión de campeones, si sobrevivían eran liberados, si eran vencidos eran ejecutados Divinidad en un temalácatl en combate gladiatorio según el Códice Zouche-Nuttall.

Algunos cautivos eran sacrificados a Tezcatlipoca en combates gladiatorios rituales (como fue el caso del famoso guerrero Tlahuicole). La víctima era atada en el lugar del combate a una gran piedra circular (temalcátl) y se le daba un arma simbólica. En este rito se suponía que el sacrificado debía morir luchando contra un máximo de cuatro o siete guerreros jaguar o águila completamente armados, y cuando cayese sería puntualmente destripado por un sacerdote, pero si el cautivo sobrevivía se le concedía la libertad.

## Ritual de nacimiento
La actividad guerrera era esencial para la vida y la cultura del imperio mexica. Al nacer un niño entre los mexicas, este recibiría dos símbolos de su futura filiación como guerrero; dichos símbolos incluían un escudo que se colocaba en su mano izquierda, y una flecha se colocaba en la mano derecha. Después de una breve ceremonia en la que cordón umbilical del recién nacido era cortado; el escudo y la flecha serían llevados a un campo de batalla para ser enterrados por un guerrero de prestigio. Estos elementos serían símbolo del surgimiento de un guerrero. Cada escudo y la flecha eran confeccionados especialmente para cada niño; con ello, el niño sería similar a sus familiares y a los dioses. Estos rituales de nacimiento son una muestra de la importancia de la actividad guerrera en la cultura mexica. [cita requerida]

### Muerte y entierro
La muerte era una parte esencial de la cosmovisión mexica, lo que se refleja en la gran importancia que tenían eventos como el sacrificio y el entierro. Los guerreros constituyeron un elemento aparte dentro de este complejo ideológico y cultural. Cuando un guerrero moría, ya fuera en batalla o sacrificado, siempre se hallaba implícita la realización de una ceremonia. Los guerreros capturados eran sacrificados al dios del sol, y en algunos casos, el guerrero realizaría el sacrificio. Si un guerrero moría en combate, su cadáver sería quemado allí donde cayó, en el campo de batalla, en lugar de en su altépetl, esto por propia preferencia de los guerreros; así mismo, una flecha del guerrero caído en el campo de batalla sería llevada de vuelta, sería adornada con las insignias del dios del sol y luego quemada. Los mexicas creían que tanto los guerreros caídos en combate, como las mujeres fallecidas durante el parto arribaban al mismo lugar en el otro mundo, esto debido a que los mexicas consideraban que el parto mismo eran una batalla, por ende morir en dicho acto eran equiparable a morir en la guerra. El duelo por los guerreros caídos era un proceso largo y sagrado. Los dolientes se abstenían de bañarse y asearse durante ochenta días. Estas acciones se realizaban con el propósito de esperar a que el alma del guerrero caído alcanzase el paraíso del dios del sol. Las mujeres desempeñaban un papel único en el luto de sus maridos muertos. Estas mujeres llegaban incluso a llevar los registros de sus maridos muertos con ellas a donde quiera que fueran. Durante el luto, las viudas se soltaban el pelo y la danzaban en pena al compás del sonido de los tambores. Los hijos también lloraban por sus padres muertos; durante el luto llevaban consigo una pequeña caja que contenía las joyas y tapones para los oídos de su padre. Si un guerrero águila moría, su funeral sería en el santuario de los guerreros águila; allí serían cremados y colocados en el salón principal. En conjunto con sus cenizas, serían enterradas joyas, jaguares de arcilla, y artefactos de oro. [cita requerida]